# فرد دتون
فرد دتون (بالإنجليزية: Fred Dutton)‏ هو محامي أمريكي، ولد في 16 يونيو 1923 في جوليسبورغ في الولايات المتحدة، وتوفي في 27 يونيو 2005 في واشنطن العاصمة في الولايات المتحدة.